# Raymond Jordan
Raymond Jordan (* 24. Mai 1986 in Newark, N.J.) ist ein US-amerikanischer Ringer. Er wurde 2012 panamerikanischer Meister im freien Stil im Mittelgewicht.

## Werdegang
Raymond Jordan wuchs in New Benn (North Carolina) auf und begann an einer der dortigen High-Schools mit dem Ringen. Sein erster Trainer war Tom Marsh. In den Jahren 2002 bis 2004 gewann er dreimal die High-School-Championships von North Carolina. Anschließend besuchte er die University of Missouri und rang im dortigen Wrestling-Club. Trainiert wurde er dabei von Shawn Charles. Er nahm in diesen Jahren viermal an den NCAA-Championships (US-amerikanische Studentenmeisterschaft) teil. Die beste Platzierung, die er dabei erreichte, war ein 3. Platz in der Gewichtsklasse bis 78 kg, die es nur im amerikanischen Studentenringen gibt, im Jahre 2009. Im selben Jahr schloss Raymond Jordan ein Studium als Finanzwissenschaftler ab. Daneben arbeitete er an der University of Missouri und an der Arizona State University als Assistenz-Trainer.
Erst seit dem Abschluss seines Studiums widmete er sich verstärkt dem Ringen. Er wurde dazu Mitglied des Sunkist Kids WC in Phoenix (Arizona). Seit Ende 2011 trainiert er nun an der Nebraska State University in Lincoln (Nebraska) mit dem Weltmeister von 2011 im Weltergewicht, Jordan Burroughs. Trainer ist dort Mark Manning. Sein Ziel ist es, sich für die US-amerikanische Olympiamannschaft für die Olympischen Spiele 2012 in London zu qualifizieren.
Im Februar 2012 feierte er in Colorado Springs den bisher größten Erfolg in seiner Ringerlaufbahn, als er vor dem Kubaner Luis Mario Miranda panamerikanischer Meister im Mittelgewicht wurde.

## Internationale Erfolge
| Jahr | Platz | Wettbewerb                                                | Gewichtsklasse | Ergebnisse                                                                                            |
| 2010 | 2.    | „Dave-Schultz“-Memorial International in Colorado Springs | Mittel         | hinter Christ Pendleton, USA, vor Keith Gavin, USA und Shinya Matsumoto, Japan                        |
| 2010 | 2.    | „Imamali Habibi & Abdollah Movahed“-Cup in Sary/Iran      | Mittel         | hinter Asghar Ali Bazrighaleh, Iran, vor Saber Imamgholipour, Iran und Omargadschi Magomedow, Belarus |
| 2010 | 4.    | New-York-AC-International in New York                     | Mittel         | hinter Jake Herbert und Keith Gavin, beide USA und Koloi Kortojew, Russland                           |
| 2011 | 2.    | President-Cup-of-Burjatia-Rep. in Ulan-Ude                | Mittel         | hinter Andy Hrovat, USA, vor Radjab Sakarjajew, Russland und Wiktor Mucha, Ukraine                    |
| 2011 | 2.    | Intern. Ukrainian Tournament in Kiew                      | Mittel         | hinter Ibragim Aldatow, Ukraine, vor Jonathan Reader, USA und Gadschimurat Nurmagomedow, Armenien     |
| 2011 | 11.   | „Wacław-Ziółkowski“-Memorial in Posen                     | Mittel         | Sieger: Alireza Goudarzi, Iran vor Amachadschi Magomedow, Belarus                                     |
| 2011 | 1.    | Sunkist-Kids-International-Open in Phoenix (Arizona)      | Mittel         | vor Jonathan Reader, Maxwell John Askren und Bryce Hasseman, alle USA                                 |
| 2012 | 1.    | „Dave-Schultz“-Memorial International in Colorado Springs | Mittel         | vor Phil Keddy, USA, Takeshi Yamaguchi, Japan und Narasingh Pancham Yadav, Indien                     |
| 2012 | 1.    | Pan Amerikanische Meisterschaften in Colorado Springs     | Mittel         | vor Luis Mario Miranda, Kuba, Matthew Miller, Kanada und Jose Daniel Diaz Robertti, Venezuela         |

## Nationale Wettkämpfe
| Jahr | Platz | Wettbewerb         | Gewichtsklasse | Ergebnisse                                              |
| 2008 | 5.    | NCAA-Championships | Mittel         |                                                         |
| 2009 | 3.    | NCAA-Championships | bis 78 kg      |                                                         |
| 2010 | 3.    | WM-Trials          | Mittel         | hinter Jake Herbert und Keith Gavin, vor Bryce Hasseman |
| 2011 | 6.    | USA-Meisterschaft  | Mittel         | Sieger: Jake Herbert von Keith Gavin                    |

## Erläuterungen
- alle Kämpfe im freien Stil
- NCAA-Championships = US-amerikanische Studentenmeisterschaft
- Trials = Ausscheidungsturnier